# 津川雅彥
津川雅彥（日语：／ Tsugawa Masahiko，1940年1月2日—2018年8月4日），日本演员，所属艺能事务所Gran Papa Production，且担任执行董事一职。生于京都府京都市中京区。血型O型。本名加藤 雅彦。京都洛星中学高等学校、早稻田大学高等学院中退。明治大学付属中野高等学校、文化学院短期大学毕业。以牧野雅彦的身分从事电影导演活动，首部作品为《守灵夜狂想曲》。

## 人物
- 出生于演艺世家，代表日本水平的老戏骨，演过众多影视作品。16岁（1956年）时在电影《疯狂的果实》中登台（其实5岁时就有过电影演出经验）。以美少年的形象博得人气，之後也曾有过低谷期。中年以後以电影《Manon (电影)》等受到与年轻女性交往的中年男性的关注，随着人生阅历的累积，演技更为娴熟，戏路更为开阔。据说叔母泽村贞子在他年轻时曾屡次三番告诫道：“雅彦，你因为扮相英俊，所以演戏要比常人努力4倍才能得到认可。”这番话对其成为演技派也起到重要作用。

- 年过六旬还穿破的牛仔裤，因此受到年轻女性的欢迎。本人也十分热衷于饭局。嘴上经常挂着的一句话就是“不去饭局干什么!”。常和奥田瑛二、明石家秋刀鱼、高桥克典等一起参加饭局，是演艺界的美食家。喜欢用电子邮件写表情符号。

- 十分溺爱独生女真由子。因此，即使她有了男朋友他也会说“怎么可能喜欢他呢!”固执地否定女儿的恋人。溺爱的理由是因为真由子出生后仅5个月就发生了津川雅彦长女诱拐事件。当時东京新闻曾报导道：因为是艺人的孩子所以才遭到诱拐、津川利用孩子被诱拐沽名钓誉等。

- 在政治方面持有国粹主义和右翼的观点，参加保守团体。且担任“大家都来参拜靖国神社国民会”、“大家都来参拜靖国神社国会议员之会”的发起人。在电影《自尊——命运的瞬间》中扮演东条英机时，登门拜访东条家。其演技令东条家的遗族也惊叹道：“简直就是东条英机复活了一样。”当被朝日新闻的记者问到演东条英机这个甲级战犯的是非时反问道：“那么你觉得怎么样？”（出自《电影旬报》）2009年3月9日在官方博客上针对民主党和传媒的姿态发表长文进行了批判。

- 津川也是玩具连锁店Gran Papa Production的老板。但是据富士电视秀“新报导PremiereA”报导Gran Papa Production由于经营不善负债6.5亿日圆。一度陷入自动破产的危机，在支援企业成为共同经营者分担债务的条件下才免遭破产。

- 另一方面1988年将北海道的废线（旧国铁广尾线）改造成“幸福铁道”，计划在北海道广尾町的町营牧场等约500公顷的土地上花上100亿日圆打造“梦之王国Santa爱Land”。将苏格兰古城“LockHeart城”解体通过西伯利亚铁道运到日本，收到众人的瞩目。但是围绕资金计划与町方面対立，1991年接到町方否决通知，计划破产。之后由群马县沼田市某石材公司老板收购，1993年于同县的高山村复原。命名为“大理石村LockHeart城”作为婚礼场所（收费）等使用。

- 从首次登台以来就一直被拿来与其亲哥哥演技派演员长门裕之比较，长期以来兄弟俩都是竞争对手关系，1981年津川凭借《Manon》中的出色演技获得1982年度蓝丝带奖最佳男配角奖。终于得到兄长的认可。近年共同演出的作品也不少，如：《八代将軍吉宗》、《上班族金太郎》、《刑事☆一郎》、《相棒》、《战国自卫队 关原之战》等。长门裕之也参加过津川导演的作品《守灵夜狂想曲》的演出。

- 喜剧演员松村邦洋模仿津川在《上班族金太郎》中演的大和会长时经常摇头，津川告诉松村其实他本人不太摇头。不久津川告诉松村“因为你摇头所以我决定从今开始我也要摇头。”模仿者和被模仿者本末倒置（上述材料来自杂志对松村邦洋的采访）。另外也有人模仿《葵德川三代》中津川演的德川家康。

- 津川演过许多詹姆斯三木的作品。(波之塔（1960年松竹）、酱油的女儿－阿香（1985年NHK）-坂东久兵卫、独眼龙政宗 (1987年NHK大河剧)、八代将軍吉宗（1995年NHK大河剧）、葵德川三代（2000年NHK大河剧）、忠臣藏 瑶泉院的阴谋)

- 战国三大武将（织田信长、豐臣秀吉、德川家康）都曾演过。（之后松方弘树、竹中直人、中村桥之助等也演过）

- 在下列演出作品一览中可以看到津川演过许多与德川家有关的人物，仅大河剧中就演过德川家康、德川纲吉、德川庆喜。

- 津川还在学校讲课，担任多摩大学讲师、东京Film Center School Of Art专门学校名誉学校长。

- 福冈县饭冢市嘉穗剧场遭受水灾时、与旅艺人座长团和演员们一起为重建出力。

- 绪形拳是其挚友。津川对其爱称“形”，无话不谈，共度难关。在绪形拳临终时津川一直在他身边，并且参加“绪形拳追悼会”。津川患气胸时要求住在绪形拳死去的那间病房，他说：“形会保佑我的。”

## 简历
生于演艺世家，父泽村国太郎(演员)、母牧野智子(演员)、兄长门裕之(演员)。祖父牧野省三（电影导演、制片人）、叔父加东大介(演员)、叔母泽村贞子(演员)、舅父牧野雅弘(演员、电影导演、编剧、制片人)、舅母是宝冢歌剧团出身的轰夕起子(演员)。妻子朝丘雪路(演员、歌手)，女儿真由子（演员）。另，表弟牧野正幸为冲绳Actors School校长。
- 1954年之前以本名加藤雅彦(幼年期为泽村雅彦)参加演艺活动。
- 石原慎太郎为其命名津川雅彦。石原强烈推荐他演出《疯狂的果实》，“津川”这个名字来自石原的小说“太阳的季节”中的主角“津川龙哉”。
- 1964年离开松竹。
- 1966年参加渡边美佐（现渡边Production执行董事会长）和艺能事务所“Prodution《道》”的设立。
- 1973年与女演员朝丘雪路（原宝冢歌剧团月组）结婚。
- 1978年创立玩具公司Gran Papa。将一号店开在青山Twin Building。
- 2006年、首次导演的作品守灵夜狂想曲公映。
- 2009年曾患气胸病，2月公开复出。
- 2018年4月27日，其妻朝丘雪路逝世，享壽82歲[1]。津川在5月露面接受訪問時，戴著供氧呼吸器[2]，他於同年8月4日因心臟衰竭逝世，享壽78歲[3]。

## 主要作品

### 电影
- 天狗飛脚（1949年、大映）
- 武藏与小次郎（1952年、松竹）
- 狮子之座（1953年、大映）
- 山椒大夫（1954年、大映）
- 疯狂的果实（1956年、日活）
- 夏之岚（1956年、日活）
- 人体鱼雷出击（1956年、日活）
- 御转婆三姐妹　跳舞的太阳（1957年、日活）
- 孤独的人（1957年、日活）
- 青春的抗议（1957年、日活）
- 今日的生活（1957年、日活）
- 危险的年龄（1957年、日活）
- 禁唇（1958年、日活）
- 明日的太阳（1959年、松竹）
- 惜春鸟（1959年、松竹）
- 美好的十九岁（1959年、松竹）
- 青春一去不复返（1960年、松竹）
- 朱色花粉（1960年、松竹）
- 波之塔（1960年、松竹）
- 香蕉（1960年、松竹）
- 伊豆舞女（1960年、松竹）
- 日本的夜与雾（1960年、松竹）
- 爱与悲（1962年、松竹）
- 江戸无情（1963年、大映）
- 次郎长三国志（1963年、东映）
- 日本侠客传（1964年、东映）
- 昭和残侠传 唐狮子牡丹（1966年、东映）
- 冰点（1966年、大映）
- 昭和残侠传 血染的唐狮子（1967年、东映）
- 尼寺(秘)物语（1968年、东映）
- 日本残侠传（1969年、日活）
- 恶名一番胜负（1969年、大映）
- 玄海遊侠传 自暴自弃（1970年、大映）
- 男人之苦 我的寅先生（1973年、松竹）
- 山口组外传 九州進攻作战（1974年、东映）
- 直撃! 地狱拳（1974年、东映）
- 春琴抄（1976年、东宝）
- 诱惑天使（1979年、东宝）
- Manon（1981年、东宝）
- 强奸（1982年、东映）
- 时代记的妻子（1983年、松竹）
- 迷走地图（1983年、松竹）
- 葬礼（1984年、日本Art Theatre Guild）
- 化身（1985年、东映）
- 一片雪（1985年、东映）
- 不分别的理由（1986年、东映）
- 女税务官（1987年、东宝）
- 乡愁（1988年、ATG）
- 善人的条件（1989年、松竹）
- 鸿运女（1990年、东宝）
- 极道之妻 最后之战（1990年、东映）
- 天與地（1990年、东映） - 武田信玄
- 何时何地（1991年、东宝） - 北泽
- 墨东绮谭（1992年、ATG） - 永井荷风
- 大病人（1993年、东宝）
- 忠臣藏外传 四谷怪谈（1994年、松竹） - 大石内藏助
- 必杀! 主水死（1996年、松竹） - 权四郎
- 女律师（1997年、东宝）
- 绿之街（1997年） - 坂本
- 学校怪谈3（1997年、东宝） - 校长先生
- 自尊——命运的瞬间（1998年、东映） - 东条英机
- 卡美拉3 邪神觉醒（1999年、大映）
- 上班族金太郎（1999年、东宝） - 大和龙之介
- 哥斯拉 大怪兽总攻击（2001年、东宝）
- 独立17805（2001年、东宝）
- 什么时候坐过的A列车（2003年、シネマクロッキオ） - 梅田茂一郎
- 擦镜子的男子（2004年、导演梶田征则）
- THE 有顶天酒店（2006年、东宝）
- 长途漫步 (2006年)
- 死亡笔记 / 死亡笔记 the Last name（2006年） - 佐伯警察庁长官
- 大帝之剑 (2007年)
- 爱的流刑地（2007年1月13日、鹤桥康夫导演）
- 缘份的奇迹 （2007年）
- 烤肉大战 (2007年)
- 苍狼 直至天涯海角（2007年3月3日、泽井信一郎导演）
- 怪谈（2007年）
- 相棒 -剧场版-（2008年）　- 濑户内米藏
- 落语娘（2008年） - 三三亭平左

### 配音
- 超级无敌掌门狗：面包和死亡事件（2009年）

怪物之子(怪物的孩子劇場版)2015

### 电视剧
- 儿子的婚事（1958年、日本电视）
- 高潮 人生如戏 牧野省三（1960年、日本电视） - 牧野省三
- 请问芳名（1962年 - 1963年、富士电视）
- うず潮（1964年 - 1965年、NHK） - 大杉光平
- 源氏物语（1965年、毎日放送）
- おはなはん（1966年－1967年、NHK） - 速水謙一郎
- 暖流（1967年、富士电视）
- 活动屋一代（1968年、毎日放送） - 牧野雅弘
- 龙马来了（1968年、NHK大河剧） - 久坂玄瑞
- 大奥（1968年 - 1969年、关西电视） - 德川家纲
- 德川女绘巻（关西电视）

第29话“浮世绘之女”（1971年）
第30话“情事的秘密”（1971年）
- 东京警备指令 保安

第308话（1971年）
第318话（1971年）
第320话（1971年）
第324话（1971年）
第333话（1971年）
第334话（1971年）
第345话（1971年）
第347话（1971年）
- 冬物语（1972年、日本电视）
- 秘密部队（1972年、TBS）
- 新書太閤記（1973年、NET） - 浅井长政
- 右门捕物帖（1974年、NET） 第1话
- 事件狩（1974年、TBS） 第4话
- 座头市物语（1974年、富士电视） 第1话 - 弥三郎
- 胜海舟（1974年、NHK大河剧） -  德川慶喜
- 放浪家族（1975年、毎日放送） - 井汲克彦
- 痛快! 河内山宗俊（1976年、富士电视） 第22话 - 大俵玄蕃
- 新座头市（1976年、富士电视） 第1系列 第3话 - 喜三郎
- 一番星（1977年4月-10月、NHK） - 中山晋平
- 新二人的事件簿 （1977年、朝日放送） 第32话
- 岸边的相册（1977年、TBS）
- 黄金的日子 (NHK大河剧)（1978年、NHK大河剧） - 津田宗及
- 独眼流的野望（1978年、朝日电视） - 丰臣秀吉
- 今天也晴天（1981年10月～1982年4月、NHK） - 桂木宗俊
- 毒如蛇蝎（1981年、NHK） - 石泽清孝
- 野野村病院物语（1981年、TBS） - 久米丈二
- 再见，三角またきて四角（1982年、TBS） - 樱木雅也
- 野野村病院物语II（1982年、TBS） - 木井省三
- 战国女性（1982年、富士电视） - 织田信长
- 德川家康 (NHK大河剧)（1983年、NHK大河剧） - 大久保长安
- 大奥 (电视剧)（1983年 - 1984年、关西电视） - 德川纲吉
- 夏天恋爱的女人（1983年、TBS）
- 宫本武藏 (NHK新大型時代剧)（1984年、NHK周三時代剧） - 泽庵
- 醬油的女兒阿香（1985年4月-10月、NHK) - 坂东久兵卫
- 必杀桥挂人（1985年、朝日放送《必杀系列》） - 柳次
- 独眼龙政宗（1987年、NHK大河剧） - 德川家康
- 风少女（1988年、日本电视）
- 五稜郭 (电视剧)（1988年、日本电视） - 胜海舟
- 奇兵队（1989年、日本电视）
- 胜海舟（1990年、日本电视） - 德川庆喜
- 源义経（1990年、TBS）- 后白河法皇
- 德川武艺帳 柳生三代之剑（1992年、东京电视） - 德川家康
- 狐本多 德川家康的秘宝（1992年、朝日放送）
- 伊達政宗（1993年、朝日电视）
- 织田信长（1994年、东京电视）- 斋藤道三
- 大忠臣藏（1994年、TBS）
- 八代将軍吉宗（1995年、NHK大河剧） - 德川纲吉
- 元禄太平記（1995年、朝日电视）
- 炎之奉行 大冈越前守（1996年、东京电视） - 柳泽吉保（其兄长门裕之饰演德川纲吉）
- Melody（1997年、TBS）
- 云上青空（1997年、NHK）
- 編笠十兵卫（1997年、东京电视）
- 家康最恐惧的人 真田幸村（1998年、东京电视） - 德川家康
- 亲爱的爸爸（1998年、富士电视） - 根岸义彦
- 上班族金太郎#TBS电视剧版（1999年～2002年、TBS） - 大和龙之介
- 古畑任三郎系列（富士電視台） 
  - 古畑任三郎 遇見老朋友（1999年） - 安齋亨
  - 古畑任三郎特別篇 都是閣下的所作所為（2004年） - 若松醫師
- 葵德川三代（2000年、NHK大河剧） - 德川家康
- 暗号：勇气（2000年、富士电视） - 网干頼母
- 第三社会部（2001年、TBS）
- 忠臣藏1/47（2001年、富士电视） - 吉良上野介
- 壬生义士传～新撰组最强的人（2002年、东京电视） - 八木源之丞
- 武藏 MUSASHI（2003年、NHK大河剧） - 本阿弥光悦
- 刑事☆一郎（2003年、TBS）
- Et-Alors（2003年、TBS）
- 离婚女律师（2004年、富士电视） - 井上纪三郎
- 黑皮记事本（2004年、朝日电视） - 长谷川庄司
- 忠臣藏（2004年、朝日电视） - 德川纲吉
- 最后的忠臣藏（2004年、NHK） - 天川屋仪兵卫
- 世间奇妙物语（2004年、富士电视）
- 相棒（朝日電視台） - 瀨戶內米藏
  - season2 最終話（2004年3月17日）
  - season3 第1話 - 第3話、最終話（2004年10月13 - 27日、2005年3月23日）
  - season4 第1話（2005年10月12日）
  - season7 第1、2話 （2008年10月22日、29日）
  - season9 最終話（2011年3月9日）
  - season12 最終話（2014年3月19日）
  - season16 第13、14話（2018年1月24日、31日）
- 离婚女律师II（2005年、富士电视） - 井上紀三郎
- 我要幸福（2005年、TBS） - 熊野雄太郎
- 功名十字路（2006年、NHK大河剧） - 不破市之丞
- 最后看见的街 (05秋季SP)
- 战国自卫队 关原之战（2006年、中京电视） - 德川家康
- 医龙（2006年、富士电视）- 明真大学总长(仅第11话)
- 奇跡的动物园～旭山动物园物语～（2006年5月13日、富士电视） - 小野勇夫园长
- 波之塔（2006年、TBS） ※也曾演过1960年的电影版
- 忠臣藏 瑶泉院的阴谋（2007年、东京电视） - 德川纲吉
- 华丽一族（2007年、TBS） - 永田大藏大臣
- Serendipity的奇跡（2007年、日本电视）
- 星空医院（2007年4～5月、NHK） - 堀田雄一院长
- 奇跡的动物园～旭山动物园物语～（2007年5月11日、富士电视）- 小野勇夫园长
- 天国与地狱 (07夏季日剧SP)
- 警視庁捜査一課9係（2007年、朝日电视） 第2系列 第6话 - 北田丈晴警視総監
- 樱署的女人们（2007年、朝日电视） 第1话 - 高峰
- 監査法人（2008年7月、NHK） - 田上監査法人理事长
- 我的帅管家（2009年1～3月、富士电视） - 本乡金太郎
- RESET (电视剧)（2009年1月、日本电视） - 安利
- 长寿之战SP (09冬季SP)
- 朝日电视 开局50周年記念电视剧特别篇燃烧的落日（2009年3月15日） - 吉田茂
- 结党！老人党（2009年8月9日、WOWOW）
- BOSS（富士電視台） 
  - 第1季第10話・最終話（2009年6月） - 大山警視總監
  - 第2季最終話（2011年6月） - 井上紀三郎
- 任侠看护 第2话客串（2009年7月16日、富士电视）
- W的悲劇（2012年4月、朝日电视）- 中里右京
- 錢的戰爭（2015年1月6日，關西電視台）
- 鬥牌傳說-鷲巢麻將完結篇 (日本電視)，BS SKYPER）（2018年5月)

### 综艺节目
- さんまのまんま（富士电视）
- 笑っていいとも!（富士电视）
- LIONのごきげんよう（富士电视、2008年9/10、9/11、9/12）
- 徹子的房间（朝日电视）
- いい旅梦気分（东京电视）
- 周四Special（东京电视）
- 快傑惠美频道（关西电视）
- プライスバラエティナンボDEなんぼ（关西电视）
- ちちんぷいぷい（毎日放送）

### 导演作品
津川是电影导演牧野雅弘的外甥，因此以牧野雅彦的名义从事电影导演活动。
- 守灵夜狂想曲（2006年）
- 次郎长三国志（2008年）
- 旭山动物园物语（2009年）

### 德川氏
津川演过众多德川氏的人物。《独眼龙政宗》（1987年 NHK大河剧）、《德川武艺帳 柳生三代之剑》（1993年 东京电视）、《家康最恐惧的人 真田幸村》（1997年 东京电视）、《葵德川三代》（2000年 NHK大河剧）、《战国自卫队 关原之战》（2006年 日本电视）。曾经演过五次德川家康，被认为是最像家康（尤其是老年期的德川家康）的演员。另外，在四代家纲（《大奥 (电视剧)》1968年 关西电视）、五代纲吉（《大奥》1983年 関西电视、《八代将軍吉宗》1995年 NHK大河剧、《忠臣藏》2004年 朝日电视、《忠臣藏 瑶泉院的阴谋》2007年 东京电视）、十五代庆喜（《胜海舟》1974年 NHK大河剧、《胜海舟》1990年 日本电视年末時代剧特别篇）中也演过其他德川幕府的将军。

#### 德川家康
- 独眼龙政宗（1987年、NHK大河剧）
- 德川武艺帳 柳生三代之剑（1992年、东京电视）
- 家康最恐惧的人 真田幸村（1998年、东京电视）
- 葵德川三代（2000年、NHK大河剧）
- 战国自卫队 关原之战（2006年、日本电视）

#### 德川家纲
- 大奥 (电视剧)（1968年 - 1969年、关西电视）

#### 德川纲吉
- 大奥 (电视剧)（1983年 - 1984年、关西电视）
- 八代将軍吉宗（1995年、NHK大河剧）
- 忠臣藏 (电视剧 2004年)（2004年、朝日电视）
- 忠臣藏 瑶泉院的阴谋（2007年 东京电视）

#### 德川庆喜
- 胜海舟（1974年、NHK大河剧）
- 胜海舟（1990年、日本电视）

### 必杀系列
有一阵子因为受女性問題和所属事务所移籍問題的影响一直没有工作。这时应朋友松本明的热情邀请在《必杀仕挂人》中客串出演反派角色。
这对之前一直演正派小生的津川来说是极大的挑战，他的演技受到热烈的反响。之后也在必杀系列（第2作《必杀仕置人》～第7作《必杀仕业人》）中客串反派。必杀系列中一系列津川演出的作品也被称为津川系列。在第24作《必杀桥挂人》中终于出演主角。
＜客串出演作品＞
- 必杀仕挂人 第15话（1972年12月9日） - 鸟越松十郎
- 必杀仕置人 第9话（1973年6月16日） - 清造
- 暗闇仕留人 第8话（1974年8月10日） - 境屋利兵卫
- 必杀必中仕事屋稼业 第20话（1975年5月16日） - 伊三郎
- 必杀仕置屋稼业 第2话（1975年7月11日） - 鸢辰
- 必杀仕业人 第2话（1976年1月23日） - 田島屋传兵卫

### 广告
- NTT DOCOMO“津川雅彦-所以我用DOCOMO”篇
- 松下电器产业 彩电“画王”（1990年～1991年）
- 大东建託
- 九州电力（和女儿共同演出）

### 主持人
- MBSRadio 1970年代前半曾担任赛马转播的主持人。

## 关联书籍
- “人要是忘记了重要的事情松竹大船摄影所物语”（山田太一、齐藤正夫、田中康义、宫川昭司、吉田刚、渡边浩 / 編著。Magazine House） - 包括津川在内与松竹相关人士的采访集。

## 奖项

### 蓝丝带奖
- 第24届（1982年）最佳男配角奖 《Manon》

### 日本电影金像奖
- 第11届（1988年）最佳男配角奖 《女税务官》《夜汽车》
- 第16届（1993年）优秀男主角奖 《濹东綺譚》
- 第18届（1995年）男配角奖 《集团左迁》
- 第22届（1999年）优秀男主角奖 《自尊——命运的瞬间》

### 報知電影獎
- 第39屆（2014年）最佳男配角獎 《0.5mm》

### 日刊體育電影大獎
- 第7屆（1994年）男配角獎 《集團左遷》《忠臣藏外傳 四谷怪談（日语：忠臣蔵外伝 四谷怪談）》